# زبابة رائعة
زبابة رائعة (الاسم العلمي: Sorex mirabilis) (بالإنجليزية: Ussuri Shrew)‏ هي نوع من الثدييات يتبع جنس الزبابة من الفصيلة الزبابات.